# Brêmes
Brêmes település Franciaországban, Pas-de-Calais megyében. Lakosainak száma 1311 fő (2022. január 1.). Brêmes Ardres, Landrethun-lès-Ardres, Louches, Rodelinghem és Balinghem községekkel határos.

## Népesség
A település népességének változása:
| Lakosok száma | 1314 | 1290 | 1303 | 1290 | 1290 | 1290 | 1294 | 1297 | 1311 |
|               | 2013 | 2015 | 2016 | 2017 | 2018 | 2019 | 2020 | 2021 | 2022 |